# David B. Steinman
David Bernard Steinman, född 11 juni 1886 i antingen Brest i nuvarande Belarus eller i New York, död 21 augusti 1960 i New York, var en amerikansk ingenjör och brobyggare. Han konstruerade och byggde hängbroar, t.ex Mackinacbron i Michigan. Han var professor vid City College of New York.